# Agrotis clavus
Agrotis clavus là một loài bướm đêm trong họ Noctuidae.